# Seznam dílů seriálu Tým SEAL
Toto je seznam dílů seriálu Tým SEAL. Americký vojenský televizní seriál Tým SEAL měl premiéru 27. září 2017 na stanici CBS.

## Přehled řad
| Řada | Díly | Premiéra v USA   | Premiéra v USA     | Premiéra v ČR (AXN) | Premiéra v ČR (AXN) |
| Řada | Díly | První díl        | Poslední díl       | První díl           | Poslední díl        |
| ---- | ---- | ---------------- | ------------------ | ------------------- | ------------------- |
| 1    | 22   | 27. září 2017    | 16. května 2018    | 23. dubna 2018      | 17. září 2018       |
| 2    | 22   | 3. října 2018    | 22. května 2019    | 25. března 2019     | 19. srpna 2019      |
| 3    | 20   | 2. října 2019    | 6. května 2020     | 7. dubna 2020       | 15. prosince 2020   |
| 4    | 16   | 2. prosince 2020 | 26. května 2021    | 12. dubna 2021      | 26. července 2021   |
| 5    | 14   | 10. října 2021   | 23. ledna 2022     | 4. dubna 2022       | 4. července 2022    |
| 6    | 10   | 18. září 2022    | 20. listopadu 2022 | 10. dubna 2023      | 12. června 2023     |

## Seznam dílů

### První řada (2017–2018)
| Č. v seriálu | Č. v řadě | Původní název              | Režie               | Scénář                                                           | Premiéra v USA     | Premiéra v ČR (AXN) | Sledovanost v USA (v milionech diváků) |
| ------------ | --------- | -------------------------- | ------------------- | ---------------------------------------------------------------- | ------------------ | ------------------- | -------------------------------------- |
| 1            | 1         | Tip of the Spear           | Christopher Chulack | Benjamin Cavell                                                  | 27. září 2017      | 23. dubna 2018      | 9,87                                   |
| 2            | 2         | Other Lives                | Christopher Chulack | Benjamin Cavell                                                  | 4. října 2017      | 30. dubna 2018      | 8.39                                   |
| 3            | 3         | Boarding Party             | Christopher Chulack | Spencer Hudnut                                                   | 11. října 2017     | 7. května 2018      | 8.02                                   |
| 4            | 4         | Ghosts of Christmas Future | Larry Teng          | Benjamin Cavell a Daniele Nathanson                              | 18. října 2017     | 14. května 2018     | 7,11                                   |
| 5            | 5         | Collapse                   | Ian Toynton         | Becky Mode                                                       | 25. října 2017     | 21. května 2018     | 6,92                                   |
| 6            | 6         | The Spinning Wheel         | Melanie Mayron      | Joseph Sawyer, Julian Silver, Reiss Clausen-Wolf a Beth Schacter | 8. listopadu 2017  | 28. května 2018     | 6,22                                   |
| 7            | 7         | Borderlines                | Félix Alcalá        | Corinne Marrinan                                                 | 15. listopadu 2017 | 4. června 2018      | 7,24                                   |
| 8            | 8         | The Exchange               | John Dahl           | Sabrina Almeida a Spencer Hudnut                                 | 22. listopadu 2017 | 11. června 2018     | 6,94                                   |
| 9            | 9         | Rolling Dark               | Michael Watkins     | Daniele Nathanson a Brian Horiuchi                               | 6. prosince 2017   | 18. června 2018     | 6,90                                   |
| 10           | 10        | Pattern of Life            | Christopher Chulack | Corinne Marrinan                                                 | 3. ledna 2018      | 25. června 2018     | 5,86                                   |
| 11           | 11        | Containment                | Andy Wolk           | Beth Schacter                                                    | 10. ledna 2018     | 2. července 2018    | 6,17                                   |
| 12           | 12        | The Upside Down            | J. Michael Muro     | Spencer Hudnut a John Bellucci                                   | 17. ledna 2018     | 9. července 2018    | 6,67                                   |
| 13           | 13        | Getaway Day                | Christopher Chulack | Benjamin Cavell, Ed Redlich a John Bellucci                      | 31. ledna 2018     | 16. července 2018   | 6,65                                   |
| 14           | 14        | Call Out                   | Christopher Chulack | Beth Schacter                                                    | 28. února 2018     | 23. července 2018   | 4,97                                   |
| 15           | 15        | No Man's Land              | Ian Toynto          | John Bellucci a Corinne Marrinan                                 | 7. března 2018     | 30. července 2018   | 6,14                                   |
| 16           | 16        | Never Get Out of the Boat  | J. Michael Muro     | Spencer Hudnut a Mark Semos                                      | 21. ledna 2018     | 6. srpna 2018       | 6,36                                   |
| 17           | 17        | In Name Only               | John Dahl           | Brian Horiuchi a Sabrina Almeida                                 | 28. března 2018    | 13. srpna 2018      | 6,48                                   |
| 18           | 18        | Credible Threat            | Ruben Garcia        | Valerie Armstrong a Josef Sawyer                                 | 11. dubna 2018     | 20. srpna 2018      | 6,24                                   |
| 19           | 19        | Takedown                   | Holly Dale          | Julian Silver, Reiss Clauson-Wolf a Beth Schacter                | 25. dubna 2018     | 27. srpna 2018      | 6,26                                   |
| 20           | 20        | Enemy of My Enemy          | Larry Teng          | John Bellucci a Corinne Marrinan                                 | 2. května 2018     | 3. září 2018        | 5,89                                   |
| 21           | 21        | The Graveyard of Empires   | David Boreanaz      | Ed Redlich a Spencer Hudnut                                      | 9. května 2018     | 10. září 2018       | 6,15                                   |
| 22           | 22        | The Cost of Doing Business | Larry Teng          | Benjamin Cavell                                                  | 13. května 2018    | 17. září 2018       | 6,14                                   |

### Druhá řada (2018–2019)
| Č. v seriálu | Č. v řadě | Původní název           | Režie               | Scénář                                                                       | Premiéra v USA     | Premiéra v ČR (AXN) | Sledovanost v USA (v milionech diváků) |
| ------------ | --------- | ----------------------- | ------------------- | ---------------------------------------------------------------------------- | ------------------ | ------------------- | -------------------------------------- |
| 23           | 1         | Fracture                | Christopher Chulack | John Glenn a Spencer Hudnut                                                  | 3. října 2018      | 25. března 2019     | 5,02                                   |
| 24           | 2         | Never Say Die           | Nelson McCormick    | Jon Worley                                                                   | 10. října 2018     | 1. dubna 2019       | 5,46                                   |
| 25           | 3         | The Worst of Conditions | Christopher Chulack | Holly Harold                                                                 | 17. října 2018     | 8. dubna 2019       | 5,40                                   |
| 26           | 4         | All That Matters        | Gonzalo Amat        | Duppy Demetrius                                                              | 24. října 2018     | 15. dubna 2019      | 5,38                                   |
| 27           | 5         | Say Again Your Last     | Silver Tree         | Dana Greenblatt                                                              | 31. října 2018     | 22. dubna 2019      | 5,33                                   |
| 28           | 6         | Hold What You Got       | Kenneth Fink        | Spencer Hudnut a Mark Semos                                                  | 7. listopadu 2018  | 29. dubna 2019      | 5,61                                   |
| 29           | 7         | Outside the Wire        | J. Michael Muro     | John Glenn, Julian Silver a Reiss Clauson-Wolf                               | 14. listopadu 2018 | 6. května 2019      | 5,17                                   |
| 30           | 8         | Parallax                | Jann Turner         | Holly Harold a Teresa Huang                                                  | 21. listopadu 2018 | 13. května 2019     | 5,93                                   |
| 31           | 9         | Santa Muerte            | Larry Teng          | John Glenn a Jon Worley                                                      | 5. prosince 2018   | 20. května 2019     | 5,31                                   |
| 32           | 10        | Prisoner's Dilemma      | Thomas Carter       | Tom Mularz a Jon Worley                                                      | 12. prosince 2018  | 27. května 2019     | 6,59                                   |
| 33           | 11        | Backwards in High Heels | Ruben Garcia        | Holly Harold a Dana Greenblatt                                               | 2. ledna 2019      | 3. června 2019      | 6,23                                   |
| 34           | 12        | Things Not Seen         | Michael Watkins     | námět: Kenny Ryan, Jacob Roman a Tom Mularz scénář: Kenny Ryan a Jacob Roman | 9. ledna 2019      | 10. června 2019     | 5,57                                   |
| 35           | 13        | Time to Shine           | Christopher Chulack | John Glenn, Spencer Hudnut a Mark Semos                                      | 23. ledna 2019     | 17. června 2019     | 5,08                                   |
| 36           | 14        | What Appears to Be      | Holly Dale          | Brian Beneker                                                                | 20. března 2019    | 24. června 2019     | 4,89                                   |
| 37           | 15        | You Only Die Once       | J. Michael Muro     | Julian Silver a Reiss Clauson-Wolf                                           | 27. března 2019    | 1. července 2019    | 3,91                                   |
| 38           | 16        | Dirt, Dirt, Gucci       | Holly Dale          | John Glenn a Jon Worley                                                      | 3. dubna 2019      | 8. července 2019    | 3,73                                   |
| 39           | 17        | Paradise Lost           | Allison Liddi-Brown | Tom Mularz                                                                   | 10. dubna 2019     | 15. července 2019   | 4,44                                   |
| 40           | 18        | Payback                 | Guy Ferland         | Dana Greenblatt a Teresa Huang                                               | 17. dubna 2019     | 22. července 2019   | 4,59                                   |
| 41           | 19        | Medicate and Isolate    | Ruben Garcia        | Spencer Hudnut, Kenny Ryan a Jacob Roman                                     | 24. dubna 2019     | 29. července 2019   | 3,90                                   |
| 42           | 20        | Rock Bottom             | Michael Watkins     | Holly Harold a Mark H. Semos                                                 | 1. května 2019     | 5. srpna 2019       | 4,68                                   |
| 43           | 21        | My Life for Yours       | David Boreanaz      | John Glenn a Spencer Hudnut                                                  | 8. května 2019     | 12. srpna 2019      | 4,13                                   |
| 44           | 22        | Never Out of the Fight  | Christopher Chulack | John Glenn a Spencer Hudnut                                                  | 22. května 2019    | 19. srpna 2019      | 4,24                                   |

### Třetí řada (2019–2020)
| Č. v seriálu | Č. v řadě | Původní název                    | Režie               | Scénář                                     | Premiéra v USA     | Premiéra v ČR (AXN) | Sledovanost v USA (v milionech diváků) |
| ------------ | --------- | -------------------------------- | ------------------- | ------------------------------------------ | ------------------ | ------------------- | -------------------------------------- |
| 45           | 1         | Welcome to the Refuge            | Christopher Chulack | John Glenn a Spencer Hudnut                | 2. října 2019      | 7. dubna 2020       | 5,25                                   |
| 46           | 2         | Ignore and Override              | Christopher Chulack | John Glenn a Spencer Hudnut                | 19. října 2019     | 14. dubna 2020      | 4,77                                   |
| 47           | 3         | Adapt and Overcome               | Ruben Garcia        | Holly Harold                               | 16. října 2019     | 21. dubna 2020      | 4,47                                   |
| 48           | 4         | The Strenght of the Wolf         | Allison Liddi-Brown | John Glenn, Kenny Ryan a Jacob Roman       | 23. října 2019     | 28. dubna 2020      | 4,49                                   |
| 49           | 5         | All Along the Watchtower: Part 1 | Alexis Ostrander    | Tom Mularz                                 | 30. října 2019     | 1. září 2020        | 4,40                                   |
| 50           | 6         | All Along the Watchtower: Part 2 | Ruben Garcia        | Dana Greenblatt                            | 6. listopadu 2019  | 8. září 2020        | 4,52                                   |
| 51           | 7         | The Ones You Can't See           | Ruben Garcia        | Dana Greenblatt                            | 20. listopadu 2019 | 15. září 2020       | 4,69                                   |
| 52           | 8         | Danger Crossing                  | Michael Watkins     | Holly Harold                               | 27. listopadu 2019 | 22. září 2020       | 5,77                                   |
| 53           | 9         | Kill or Cure                     | Gonzalo Amat        | Tom Mularz                                 | 4. prosince 2019   | 29. září 2020       | 5,44                                   |
| 54           | 10        | Unbecoming an Officer            | Tyler Grey          | Dana Greenblatt                            | 11. prosince 2019  | 6. října 2020       | 5,85                                   |
| 55           | 11        | Siege Protocol: Part 1           | Gonzalo Amat        | Matt Bosack                                | 26. února 2020     | 13. října 2020      | 4,33                                   |
| 56           | 12        | Siege Protocol: Part 2           | Gonzalo Amat        | Kenny Sheard                               | 26. února 2020     | 20. října 2020      | 3,97                                   |
| 57           | 13        | Fog of War                       | Christopher Chulack | Spencer Hudnut a Mark H. Semos             | 4. března 2020     | 27. října 2020      | 4,59                                   |
| 58           | 14        | Objects in Mirror                | David Cook          | Tom Mularz                                 | 11. března 2020    | 3. listopadu 2020   | 4,91                                   |
| 59           | 15        | Rules of Engagement              | J. Michael Muro     | Holly Harold a Jacob Roman                 | 18. března 2020    | 10. listopadu 2020  | 4,92                                   |
| 60           | 16        | Last Known Location              | Larry Teng          | Stephen Gasper a Dana Greenblatt           | 25. března 2020    | 17. listopadu 2020  | 5,10                                   |
| 61           | 17        | Drawdown                         | Max Thieriot        | Matt Bosack a Mark H. Semos                | 8. dubna 2020      | 24. listopadu 2020  | 4,89                                   |
| 62           | 18        | Edge of Nowhere                  | Christine Moore     | Rashaan Dozier-Escalante a Tom Mularz      | 22. dubna 2020     | 1. prosince 2020    | 5,82                                   |
| 63           | 19        | In The Blind                     | Allison Liddi-Brown | Corrine Marrinan, Kenny Ryan a Jacob Roman | 29. dubna 2020     | 8. prosince 2020    | 5,75                                   |
| 64           | 20        | No Choice in Duty                | Ruben Garcia        | Holly Harold a Brian Beneker               | 6. května 2020     | 15. prosince 2020   | 4,54                                   |

### Čtvrtá řada (2020–2021)
| Č. v seriálu | Č. v řadě | Původní název           | Režie               | Scénář                                     | Premiéra v USA    | Premiéra v ČR (AXN) | Sledovanost v USA (v milionech diváků) |
| ------------ | --------- | ----------------------- | ------------------- | ------------------------------------------ | ----------------- | ------------------- | -------------------------------------- |
| 65           | 1         | God of War              | David Boreanaz      | Spencer Hudnut a Kenny Sheard              | 2. prosince 2020  | 12. dubna 2021      | 4,24                                   |
| 66           | 2         | Forever War             | Christopher Chulack | Spencer Hudnut a Dana Greenblatt           | 2. prosince 2020  | 19. dubna 2021      | 4,24                                   |
| 67           | 3         | The New Normal          | Christopher Chulack | Spencer Hudnut                             | 9. prosince 2020  | 26. dubna 2021      | 4,47                                   |
| 68           | 4         | Shockwave               | Ruben Garcia        | Tom Mularz                                 | 16. prosince 2020 | 3. května 2021      | 4,48                                   |
| 69           | 5         | The Carrot or The Stick | Ruben Garcia        | Dana Greenblatt                            | 13. ledna 2021    | 10. května 2021     | 4,03                                   |
| 70           | 6         | Horror Has a Face       | J. Michael Muro     | Matt Bosack a Mark H. Semos                | 27. ledna 2021    | 17. května 2021     | 4,20                                   |
| 71           | 7         | All In                  | Félix Alcalá        | Corinne Marrinan a Stephen Gasper          | 17. února 2021    | 24. května 2021     | 3,78                                   |
| 72           | 8         | Cover for Action        | Ruben Garcia        | Dana Greenblatt a Rashaan Dozier-Escalante | 3. března 2021    | 31. května 2021     | 4,16                                   |
| 73           | 9         | Reckoning               | Ruben Garcia        | Tom Mularz a Kenny Sheard                  | 10. března 2021   | 7. června 2021      | 3,46                                   |
| 74           | 10        | A Question of Honor     | Jessica Paré        | Ariel Endacott                             | 24. března 2021   | 14. června 2021     | 4,00                                   |
| 75           | 11        | Limits of Loyalty       | Allison Liddi-Brown | Corinne Marrinan                           | 7. dubna 2021     | 21. června 2021     | 3,57                                   |
| 76           | 12        | Rearview Mirror         | Max Thieriot        | Kenny Ryan a Jacob Roman                   | 21. dubna 2021    | 28. června 2021     | 3,52                                   |
| 77           | 13        | Do No Harm              | Tyler Grey          | Tom Mularz a Kinan Copen                   | 5. května 2021    | 5. července 2021    | 3,74                                   |
| 78           | 14        | Hollow at the Core      | J. Michael Muro     | Matt Bosack a Kenny Sheard                 | 12. května 2021   | 12. července 2021   | 3,54                                   |
| 79           | 15        | Nightmare of My Choice  | David Boreanaz      | Spencer Hudnut a Mark H. Semos             | 19. května 2021   | 19. července 2021   | 3,60                                   |
| 80           | 16        | One Life to Live        | Christopher Chulack | Spencer Hudnut a Dana Greenblatt           | 26. května 2021   | 26. července 2021   | 3,84                                   |

### Pátá řada (2021–2022)
| Č. v seriálu | Č. v řadě | Původní název             | Režie               | Scénář                                     | Premiéra v USA     | Premiéra v ČR (AXN) | Sledovanost v USA (v milionech diváků) |
| ------------ | --------- | ------------------------- | ------------------- | ------------------------------------------ | ------------------ | ------------------- | -------------------------------------- |
| 81           | 1         | Trust, But Verify: Part 1 | Christopher Chulack | Spencer Hudnut                             | 10. října 2021     | 4. dubna 2022       | 3,73                                   |
| 82           | 2         | Trust, But Verify: Part 2 | Christopher Chulack | Tom Mularz a Mark H. Semos                 | 17. října 2021     | 11. dubna 2022      | 3,37                                   |
| 83           | 3         | Nine Ten                  | Jessica Paré        | Dana Greenblatt                            | 24. října 2021     | 18. dubna 2022      | 3,58                                   |
| 84           | 4         | Need To Know              | Tyler Grey          | Tom Mularz a Mark H. Semos                 | 31. října 2021     | 25. dubna 2022      | 3,19                                   |
| 85           | 5         | Frog on the Tracks        | J. Michael Muro     | Spencer Hudnut a Kenny Sheard              | 1. listopadu 2021  | 2. května 2022      | bude oznámeno                          |
| 86           | 6         | Man on Fire               | J. Michael Muro     | Kinan Copen                                | 7. listopadu 2021  | 9. května 2022      | bude oznámeno                          |
| 87           | 7         | What's Past Is Prologue   | Allison Liddi-Brown | Dana Greenblatt a Rashaan Dozier-Escalante | 14. listopadu 2021 | 16. května 2022     | bude oznámeno                          |
| 88           | 8         | Conspicuous Gallantry     | David Boreanaz      | Teresa Huang a Stephen Gasper              | 21. listopadu 2021 | 23. května 2022     | bude oznámeno                          |
| 89           | 9         | Close to Home             | Gonzalo Amat        | Tom Mularz a Ariel Endacott                | 28. listopadu 2021 | 30. května 2022     | bude oznámeno                          |
| 90           | 10        | Head On                   | Ruben Garcia        | Kinan Copen a Rashaan Dozier-Escalante     | 5. prosince 2021   | 6. června 2022      | bude oznámeno                          |
| 91           | 11        | Violence of Action        | Ruben Garcia        | Tom Mularz a Teresa Huang                  | 2. ledna 2022      | 13. června 2022     | bude oznámeno                          |
| 92           | 12        | Keys to Heaven            | Loren Yaconelli     | Dana Greenblatt a Kenny Sheard             | 9. ledna 2022      | 20. června 2022     | bude oznámeno                          |
| 93           | 13        | Pillar of Strength        | David Boreanaz      | Mark H. Semos a Stephen Gasper             | 16. ledna 2022     | 27. června 2022     | bude oznámeno                          |
| 94           | 14        | All Bravo Stations        | Christopher Chulack | Spencer Hudnut                             | 23. ledna 2022     | 4. července 2022    | bude oznámeno                          |

### Šestá řada (2022)
| Č. v seriálu | Č. v řadě | Původní název                 | Režie               | Scénář                           | Premiéra v USA     | Premiéra v ČR (AXN) |
| ------------ | --------- | ----------------------------- | ------------------- | -------------------------------- | ------------------ | ------------------- |
| 95           | 1         | Low-Impact                    | Christopher Chulack | Spencer Hudnut a Mark H. Semos   | 18. září 2022      | 10. dubna 2023      |
| 96           | 2         | Crawl, Walk, Run              | Jessica Paré        | Dana Greenblatt a Leanne Koch    | 25. září 2022      | 17. dubna 2023      |
| 97           | 3         | Growing Pains                 | Cherie Nowlan       | Tom Mularz a Madalyn Lawson      | 2. října 2022      | 24. dubna 2023      |
| 98           | 4         | Phantom Pattern               | David Boreanaz      | Kenny Sheard a Ariel Endacott    | 9. října 2022      | 1. května 2023      |
| 99           | 5         | Thunderstruck                 | Ruben Garcia        | Tom Mularz a Brian Beneker       | 16. října 2022     | 8. května 2023      |
| 100          | 6         | Watch Your 6                  | Gonzalo Amat        | Dana Greenblatt a Stephen Gasper | 23. října 2022     | 15. května 2023     |
| 101          | 7         | Strange Bedfellows            | Ruben Garcia        | Kinan Copen                      | 30. října 2022     | 22. května 2023     |
| 102          | 8         | Aces and Eights               | Jason Cabell        | Tom Mularz a Kenny Sheard        | 6. listopadu 2022  | 29. května 2023     |
| 103          | 9         | Damage Assessment             | Christopher Chulack | Spencer Hudnut a Mark H. Semos   | 13. listopadu 2022 | 5. června 2023      |
| 104          | 10        | Fair Winds and Following Seas | Christopher Chulack | Spencer Hudnut a Dana Greenblatt | 20. listopadu 2022 | 12. června 2023     |